# Церковь Казанской иконы Божией Матери у Калужских ворот
Церковь Казанской иконы Божией Матери у Калужских ворот — православный храм в Москве, известный с середины XVII века и разрушенный в 1972 году. Находился на Калужской площади на углу Житной улицы и Большой Якиманки.

## История
Деревянная церковь у Калужских ворот долгое время именовалась Никольской, с 1680 года она была известна как Казанская, так как в храме появился список с чудотворного образа Казанской Божией Матери. Также церковь была известная как Казанской иконы Божией Матери, «что на Житном дворе».
В 1694 году вместо старого построили новый каменный храм с Никольским и Введенским престолами и шатровой колокольней. В 1778 году появился придел св. Иоанна Воина.

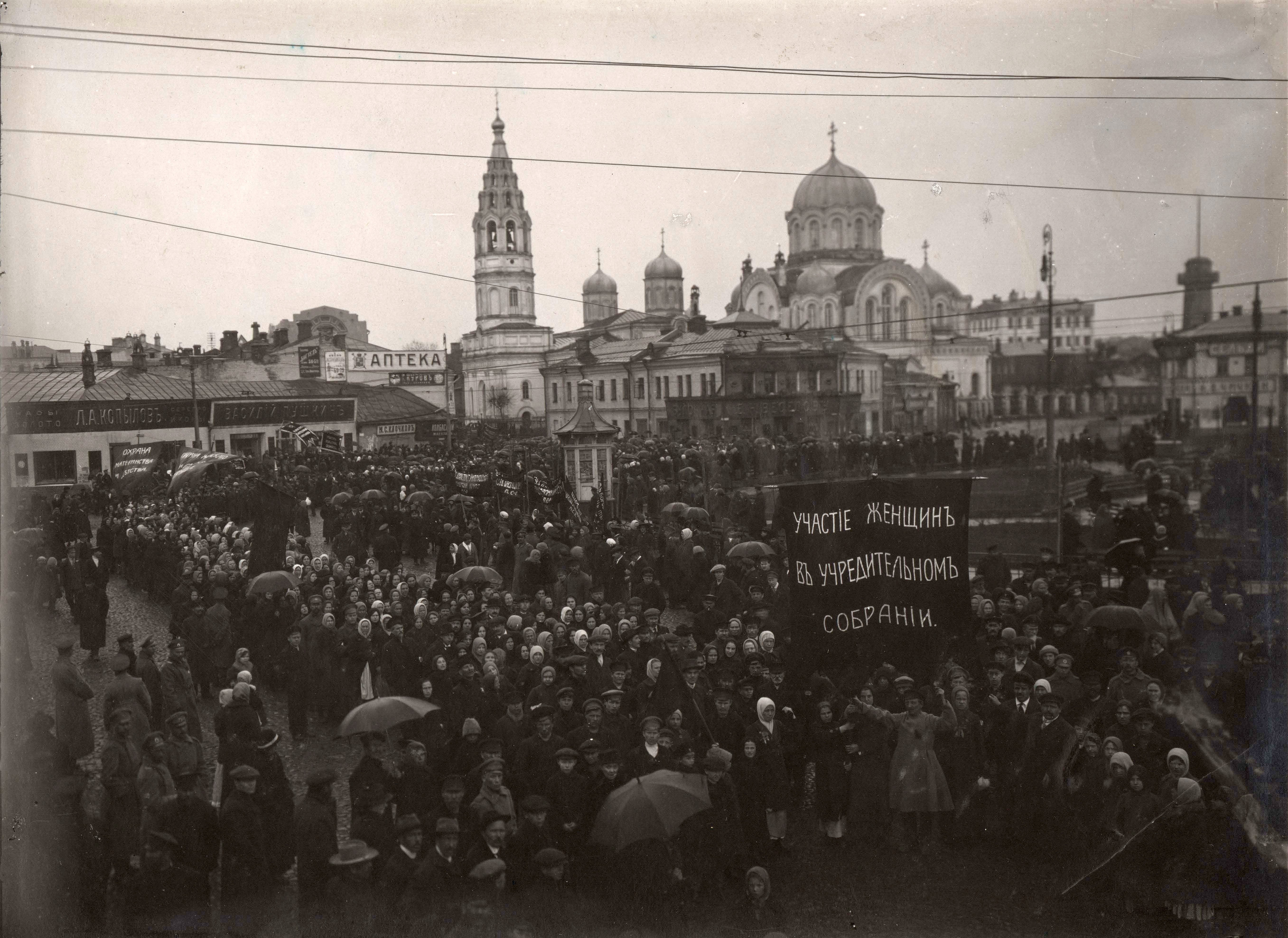
Вид на церковь и колокольню. Март 1917 г.

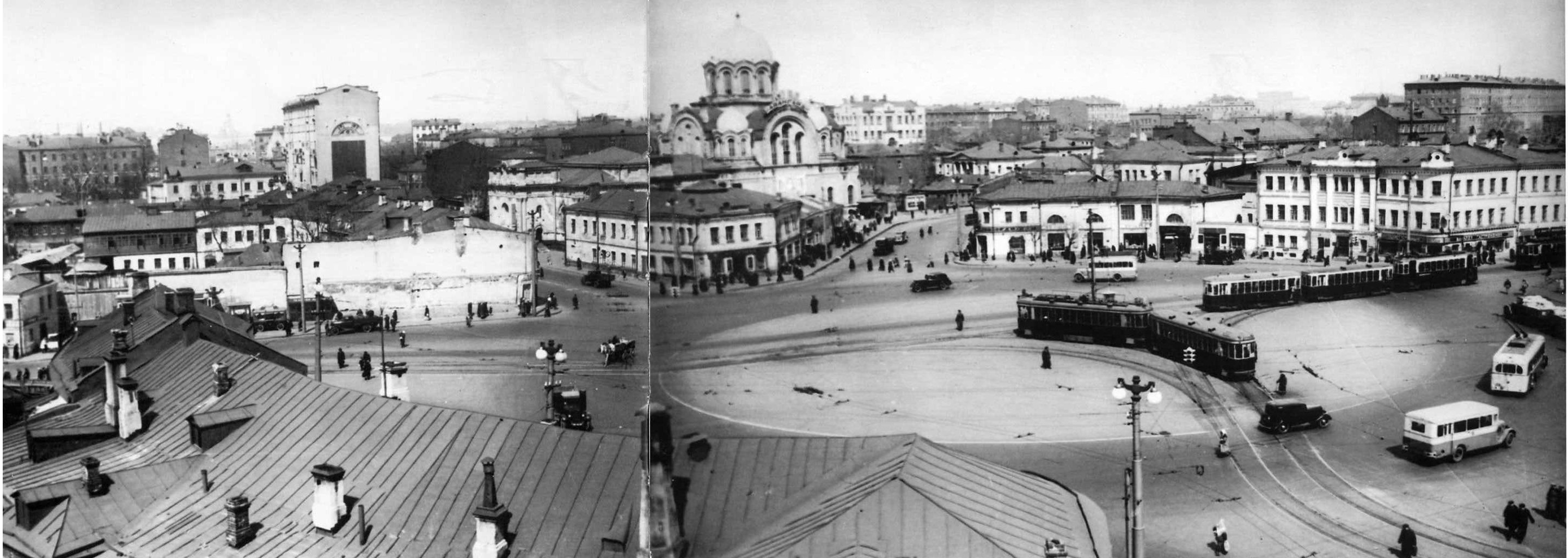
Церковь в 1930-х гг.

Церковь сильно пострадала в 1812 году, когда мимо неё прошла туда и обратно армия Наполеона. Когда храм восстанавливали в 1814 году придел Иоанна Воина был заново освящен в честь праздника Воздвижения.
В 1855 году по проекту архитектора П. П. Буренина была перестроена трапезная. В 1876 году было решено полностью обновить храм, для этого его разобрали и начали сооружение нового здания по проекту Н. В. Никитина в честь победы в русско-турецкой войне. Новая Казанская церковь была освящена 21 октября 1886 года. Она была построена в византийском стиле. Интерьер был богато украшен, а иконостас был вырезан из мрамора. Проект росписи был также создан московским архитектором и реставратором, видным мастером эпохи историзма, Н. В. Никитиным в 1890 г.

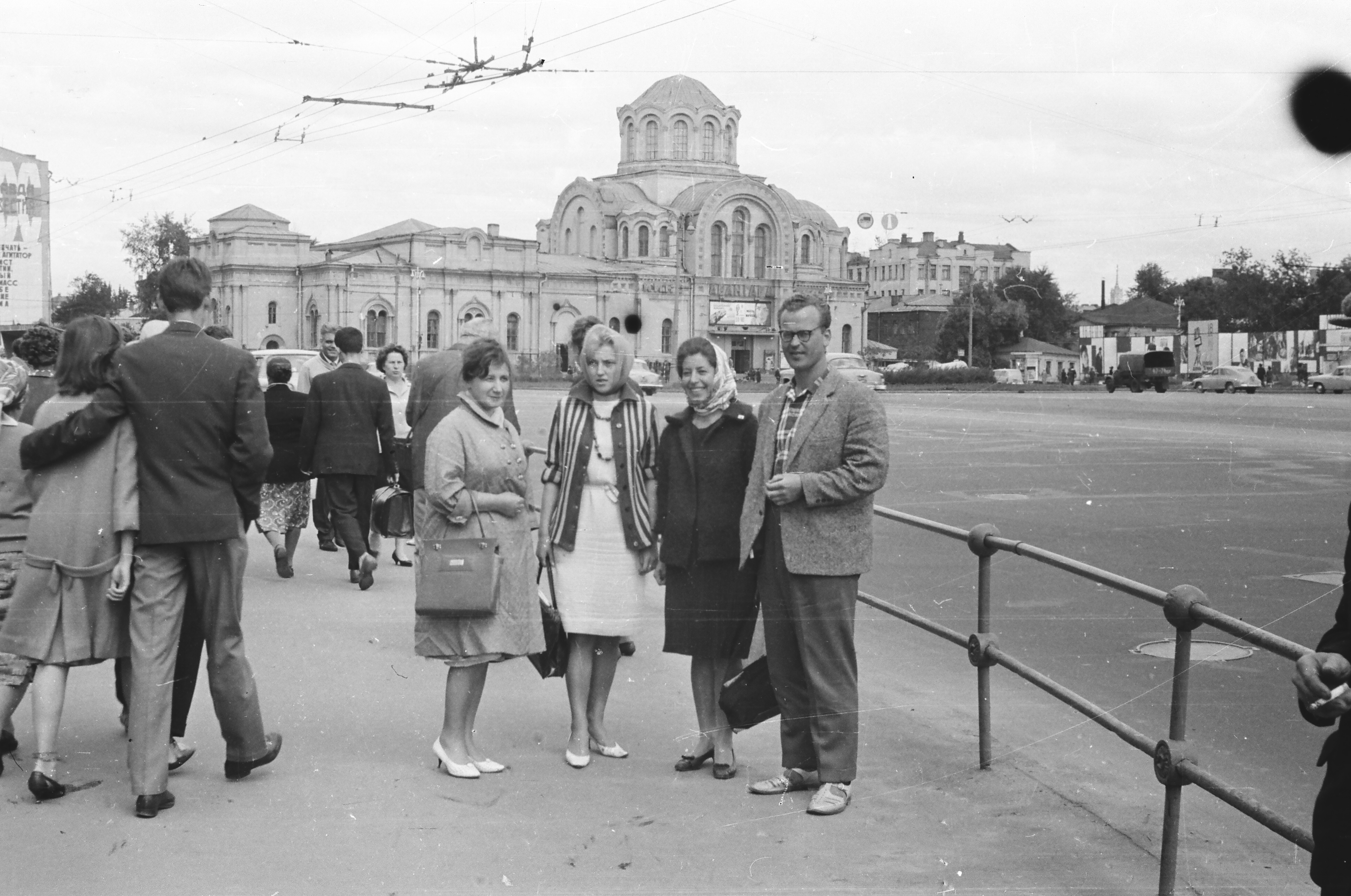
В бытность кинотеатром «Авангард».

В 1927 году Казанский храм закрыли. В 1929 году в него перевели музей Горной академии, а в 1935 году — открыли кинотеатр «Авангард». Купола были сняты, колокольня разобрана до 1-го яруса.
В 1972 году власти перед приездом американского президента Ричарда Никсона в столицу очистили весь маршрут от старинных зданий, в том числе, взорвали церковь Казанской Богоматери. Тогда же был уничтожен прилегавший к Казанскому переулку Казанский тупик. На этом месте позднее построили здание МВД СССР.
В 2000 году в честь уничтоженной церкви здесь был построен и освящен новый одноглавый храм Казанской иконы Божией Матери.